# 萩山新田
萩山新田（はぎやましんでん）は、千葉県佐倉市の大字。郵便番号285-0002。

## 地理
北は萩山新田干拓、東は飯野、南は岩名、南西は飯野、西は土浮、北西は土浮干拓に隣接している。

## 世帯数と人口
2017年（平成29年）10月31日時点の世帯数と人口は以下の通りである。
| 大字     | 世帯数 | 人口  |
| -------- | ------ | ----- |
| 萩山新田 | 47世帯 | 131人 |

## 小・中学校の学区
市立小・中学校に通う場合、学区は以下の通りとなる。
| 地域 | 小学校             | 中学校             |
| ---- | ------------------ | ------------------ |
| 全域 | 佐倉市立内郷小学校 | 佐倉市立佐倉中学校 |

## 施設
- 萩山新田青年館
- 諏訪大明神
- 萩山機場

## 交通

### 道路
- 主要地方道
  - 千葉県道65号佐倉印西線